# エースクルー・エンタテインメント
株式会社エースクルー・エンタテインメント（英名：Ace Crew Entertainment inc.）は、日本の芸能プロダクションである。
2009年5月設立（東京都渋谷区富ケ谷）、東京都中央区築地に本社がある（2015年1月、港区赤坂より移転）。
タレント・アーティストのマネージメントの外、映画製作・音楽制作・映像制作などの事業を行う。

## 所属者

### タレント
- 長澤奈央
- 末野卓磨
- 岡田夢以（業務提携）
- 波多野比奈
- 桜田彩羽

### アーティスト
- Raychell
- mika
- 岩佐結里（業務提携） - ピアノ、作編曲
- 土生瑞穂（エージェント契約） - 元櫻坂46

### クリエイター
- 都田和志 - 当社代表。サウンドデザイナー、プロデューサー、作詞作曲
- ヨリコ ジュン

## 過去の所属者
- 美奈子（現在はカロスエンターテイメントへ移籍）
- 椎名鯛造（現在は株式会社GVMへ移籍）
- 中尾拳也（現在は株式会社GVMへ移籍）
- 大島祐哉（卓球選手）
- 階戸瑠李
- 倉岡生夏
- 紗綾
- 宮内告典（フリー）
- Ayasa（フリー）
- 大塚紗英（フリー）
- 志崎樺音（フリー）
- 夏芽（フリー、ワンダースペース業務提携）
- 三村遙佳（フリー）
- SHAZNA
- 工藤晴香(フリー)
- 葉月ひまり(引退)

## 関連会社
リニューアル前の公式サイトに以下2社が関連会社として記載されていたが、現在のサイトには関連会社に関する記載がない。詳細不明。
- オー・エル・エム・ミュージック（オー・エル・エムグループ）
- ブシロードミュージック（ブシロードグループ） ※ ブシロードの大規模メディアミックスプロジェクトのBanG Dream!・D4DJなどにおいて、制作面・キャスティング面の両方で強い協力関係にある。